# Nimbus Roman №9 L
Nimbus Roman № 9 L — гарнитура с засечками, созданная в студии URW++ в 1987 году и в конечном счете выпущенная под лицензией GPL и AFPL (в качестве шрифта в формате Type 1 для ghostscript) в 1996 году и LPPL (LaTeX Project Public License) в 2009 году. Гарнитура включает 4 начертания: обычный, полужирный, курсив и полужирный курсив. Nimbus Roman № 9 L является одним из нескольких свободно лицензированных шрифтов, предлагаемых URW++.
Несмотря на мелкие отличия, Nimbus Roman № 9 L имеет почти идентичную метрику со шрифтами Таймс и Таймс Нью Роман. Это один из шрифтов ghostscript, бесплатная альтернатива 35 базовым шрифтам PostScript (включая Times).
Данный шрифт входит в стандартную поставку многих дистрибутивов Linux, он использовался в качестве шрифта по умолчанию в OpenOffice.org Writer в некоторых дистрибутивах Linux (например, с Ubuntu до версии 8.10; начиная с Ubuntu 9.04 по умолчанию шрифт был изменен на Liberation Serif).